# بيرند شتانغه
بيرند فالتر شتانغه (بالألمانية: Bernd Stange) (مواليد 14 مارس 1948) هو مدرب كرة قدم ألماني درب مؤخراً منتخب سوريا الوطني. بدأ اللعب في سن مبكرة وتم استدعائه إلى فريق شباب ألمانيا الشرقية. وخلال مسيرته في اللعب لعب مع دوبيرسجو وباوتزين ولايبزيغ بمركز مدافع.

## حياته كلاعب
وُلد شتانجه في مدينة جناشفيتز، وهي بلدة صربية في ساكسونيا ، وبدأ اللعب في سن مبكرة وتم استدعاؤه لفريق شباب ألمانيا الشرقية.
استمر في اللعب مع غناستجويز في الدرجات الدنيا حتى عام 1965، ثم تبعه لمدة عام في باوتزين.
في عام 1966 انضم إلى لايبزيغ، ولعب له حتى تقاعده في عام 1970، وذلك أثناء دراسته أيضًا في لايبزيغ ليصبح مدرسًا للرياضة.

## مسيرته في التدريب

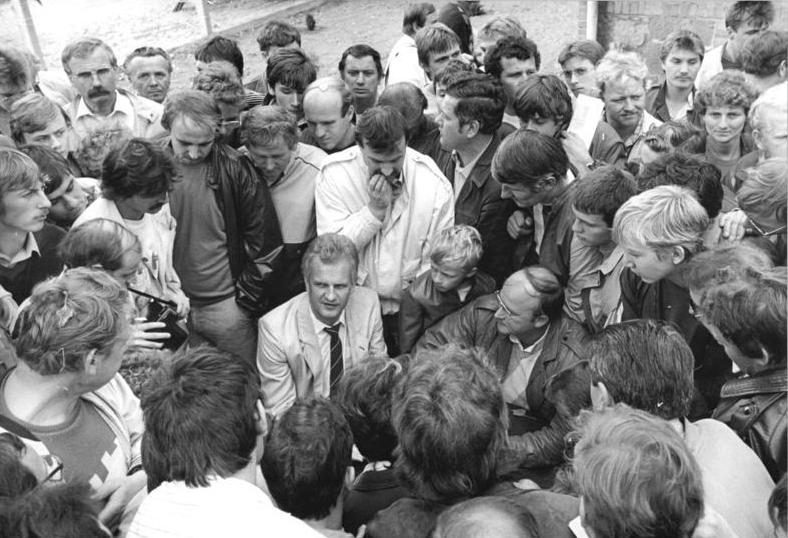
أحاط حشد من الجماهير بالمدرب الوطني بيرند ستانغه (في الوسط) وأجاب على أسئلة مشجعي كرة القدم من جميع الأعمار.

### 1970-1991: كارل زايس جينا والمنتخب الألماني الشرقي
بعد الحصول على درجة التدريب الرياضي، دخل شتانجه عالم التدريب مع نادي كارل زايس جينا عام 1970 وفاز بلقب الدوري الألماني العام(بطولة سابقة) مرتين في عامي 1972 و 1975 وبكأس ألمانيا الشرقية في عامي 1973 و 1974.
في عام 1982 ، تم تعيينه مدربًا رئيسيًا لألمانيا الشرقية بعد سنوات من عمله كمدرب مساعد ومدرب منتخب تحت 21 عامًا.
بعد فترة نجاح مدتها ست سنوات مع الفريق الوطني، عاد ستانجه إلى نادي كارل زايس جينا ، الذي أصبح الآن في البوندسليغا .

### 1991-1994: هرتا برلين ولايبزغ
انتقل شتانجه إلى تدريب هرتا بي إس سي ثم لايبزغ مابين موسمي 91 و94 , ولكن تمت اقالته لأسباب سياسية حينها .

### 1995-2001: المهمة الجديدة مع جينا
في عام 1994، وبعد أن فقد وظيفته فيلايبزغ، قرر السفر إلى الخارج وفي عام 1995 انضم إلى دنيبرو.
وبعد موسم 1995-96، انضم شتانغه إلى بوريسفين كييف.
في عام 1998، انضم إلى بيرث غلوري في الدوري الأسترالي لكرة القدم.
وفاز غلوري تحت قيادته عام 2000 بلقب دوري NSL، لكنه فشل في النهائي حيث خسر بركلات الترجيح أمام وولونغونغ وولفيز بعد تقدمه 3-0 في نهاية الشوط الأول.
كان شتانغه يتمتع بشعبية كبيرة بين مشجعي بيرث إلى حد دفعهم لتنظيم مظاهرة لمنعه من الاستقالة.
ومع ذلك، فإن طبيعة تعامله مع اللاعبين ومسؤولي النادي الآخرين جعلته خصماً لهم، مما أدى إلى رحيله عند انتهاء عقده.

### 2001-2004: العودة إلى التدريب الدولي
في عام 2001 ، أتيحت له الفرصة لتدريب منتخب عمان إلى نهائيات كأس العالم كوريا / اليابان 2002 FIFA ولكن تم طرده بعد أقل من ثلاثة أشهر من العمل وكان هذا الوقت فقط كافي لجذب الألماني لانتباه المسؤولين الرياضيين العراقيين، بعد أن تغلب فريقه على العراق 1-0.
ووسط تهديدات الرئيس الأمريكي جورج دبليو بوش بحدوث صراع عسكري محتمل مع العراق، وصل إلى بغداد في أكتوبر 2002 ووقع عقد مدته 4 سنوات تضمن بندين يسمحان له بالمغادرة في حالة الحرب ورفض أي تعليق سياسي.

### 2005-2016
في عام 2005 ، انضم شتانغه إلى ليماسول في قبرص وساعدهم على تجنب الهبوط. وفي الموسم التالي، فاز النادي بالبطولة القبرصية بعد 12 سنة.
أيضاً فاز النادي بكأس السوبر بعد بضعة أشهر لأول مرة.
و أشار شتانجه إلى أنه لن يستمر في قبرص بعد نهاية 2005-2006 بغض النظر عن النتائج.
ومع ذلك وبعد النجاح الذي حققه مع النادي واصل في موسم 2006-2007 لكنه استقال في منتصف هذا الموسم لأن فريقه لم يكن على ما يرام وفقد فرصته في الفوز بالبطولة مرة أخرى.
في 30 يوليو 2007 تم تعيين شتانغه من قبل اتحاد بيلاروسيا لكرة القدم لتدريب المنتخب الوطني بعد استقالة المدير السابق يوري بونتوس في الشهر السابق بسبب الأداء الضعيف في التصفيات المؤهلة لنهائيات كأس الأمم الأوروبية 2008.
وفي أول مباراة له في 22 أغسطس، ضد إسرائيل استغربت الجماهير والإعلام وجود العديد من اللاعبين الشباب من الدوري المحلي بدلاً عن قدامى المحاربين مثل دينيس كوفبا الذين لم تشملهم القائمة للمباراة.
انتهى أول ظهور له بالفوز 2-1 على الرغم من الوضع المشكوك فيه للاعبين على أرض الملعب (مثل ديمتري موزولفسكي، مهاجم، يلعب كمدافع).
مع شتانغه، حققت بيلاروسيا أعلى تصنيف للفيفا في تاريخها .
في 7 أكتوبر 2011 ، استقال مدرب بيلاروسيا بيرند شتانغه من منصبه بعد نهاية التصفيات المؤهلة لكأس الأمم الأوروبية 2012.
في 15 مايو 2013 ، تم كشف النقاب عنه كمدرب للفريق الوطني لكرة القدم في سنغافورة.
انتقد ستانغه لاعب سنغافورة علنًا بسبب افتقاره إلى اللياقة ورفض مقابلته شخصيًا لإجراء المزيد من التدريبات البدنية.
قدمت سنغافورة أداء سيئا تحت قيادته وعلى الرغم من ذلك، في 16 يونيو 2015 ، تعادلوا مع اليابان 0-0 كتعادل سلبي تاريخي على ملعب سايتاما وهي أفضل النتائج بعد سنوات طويلة.
تقاعد شتانغه في 14 يوليو 2016

### 2018: العودة عن التقاعد
في يناير 2018 ، أعلن الاتحاد السوري لكرة القدم أنه اعتبارًا من فبراير 2018 ، سيكون شتانغه المدرب الجديد للفريق الوطني السوري.
وكان راتبه حوالي 35 ألف دولار أي أكثر بحوالي 30 مرة من المدير السابق للفريق أيمن حكيم الذي أدار الفريق خلال المرحلة النهائية من تصفيات كأس العالم روسيا 2018 والذي كان قد وصل بالفريق إلى مرحلة الملحق الآسيوي
ولذا تم انتقاد راتبه عدة مرات من قبل الصحافة السورية والعالمية نظراً إلى الوضع في سوريا، والنتائج الضعيفة للفريق تحت قيادته وأداءه في كأس آسيا 2019 وحتى في المباريات الودية التي سبقت البطولة.
بعد انتقادات حادة وأداء ضعيف خلال أول مباراتين للمنتخب السوري في كأس آسيا 2019 والتي انتهت بالتعادل السلبي مع فلسطين، وبالهزيمة 2-0 مع الجيران الأردنيين ، أعلن الاتحاد السوري لكرة القدم أنه سيتم إقالة شتانغه على الفور واستبداله بالمدرب السابق فجر إبراهيم والذي حاول تدارك وضع المنتخب من بعده .
وكان عقد شتانغه يمتد حتى نهاية كأس آسيا 2019 .

## روابط خارجية
- بيرند شتانغه على موقع قاعدة بيانات كرة القدم.إي يو (الإنجليزية)
- بيرند شتانغه على موقع بيانات كرة القدم. دي إي (الألمانية)
- بيرند شتانغه على موقع عالم كرة القدم.نت (الإنجليزية)